# Дорошенко Вадим Олександрович
Вади́м Олекса́ндрович Дороше́нко (справжнє прізвище — Дрочинський; 9 березня 1905, м. Кам'янець-Подільський, нині Хмельницької області — 30 грудня 1944, Усольтабір, поблизу с. Чорна Пермської області, Росія) — український мовознавець і перекладач. Кандидат філологічних наук (1935).

## Біографія
Народився в Кам'янці-Подільському, де його батько — колезький регістратор Олександр Семенович Дрочинський — працював бухгалтером в Подільській казенній палаті . 1911 року він уже був колезьким секретарем, мав власний будинок на вулиці Московській (нині Огієнка) .
Через батька, що опинився в політичній еміграції (був офіцером армії Симона Петлюри), Вадим мусив узяти собі прізвище Дорошенка, котрогось із предків по лінії матері .
1929 року закінчив Кам'янець-Подільський інститут народної освіти (нині Кам'янець-Подільський національний університет імені Івана Огієнка).
Від 1930 — у Харкові: викладав філологічні дисципліни у геодезичному інституті; одночасно працював у мовній редакції Державної радіостанції і перекладачем з німецької, англійської, польської, російської та інших мов при Державному видавництві України. 
Від 1933 — у Криворізькому педагогічному інституті (Дніпропетровської області),1935 — захистив дисертацію «Стиль поезії Івана Франка» на здобуття наукового ступеня кандидата філологічних наук.  1935 —1936 —завідувач кафедри мовознавства.
1936 —1938 — доцент, професор завідувач кафедри загального мовознавства Ніжинського педагогічного інституту (Чернігівської області).
У червні 1938 арештований як «учасник української контрреволюційної націоналістичної повстанської організації», підозрюваний у зв'язках з «ворогом народу» Володимиром Затонським, засудженим до розстрілу Чернігівським обласним судом. Рішенням Верховного Суду УРСР від 3 травня 1939 виправданий, після тортур звільнений.
У січні 1941 знову заарештований. Рішенням Дніпропетровського обласного суду від 21—28 квітня 1941 засуджений до розстрілу, який замінено на 10 років таборів. Реабілітований 1956
Життя Вадима Дорошенка склало основу сюжету книги його дружини Ольги Мак «З часів єжовщини. Спогади» (Мюнхен, 1954)